# 第三政党体系
第三政党体系是指1850年代至1890年代期間美国的政治生態，在此期间美国民族主义、現代化理論和种族问题日漸引起眾人重視。南北戰爭、美国重建也是這個年代的重要話題。1870年代至1900年的這段時期又被稱為镀金时代。
在此期間的大部分時間內，美國的執政黨是共和黨，該黨废除了奴隶制，并讓獲得解放的黑人获得选举权，同时還设立國家銀行、修建铁路、提高关税、出台宅地法、擴大社会支出（例如支付抚恤金給曾參加南北战争的退伍军人）以及補助赠地大学。民主党仅赢得了1884年美國總統選舉和1892年美國總統選舉，但該党在1875年至1895年期間控制众议院，并在1879年至1881年以及1893年至1895年期間亦控制参议院。
當時美國的北部州（除纽约州、印第安纳州、新泽西州和康乃狄克州，兩黨在這些州勢均力敵）和西部州主要支持共和黨；而從1876年開始，被稱為“南方基地”的南部州族群主要支持民主黨。